# Oratorio di San Domenico (San Secondo Parmense)
L'oratorio di San Domenico è un luogo di culto cattolico sconsacrato dalle forme neoclassiche situato di fronte alla Rocca dei Rossi a San Secondo Parmense, in provincia e diocesi di Parma; è adibito ad abitazione privata, pur mantenendo intatto l'antico aspetto esteriore.

## Storia
Nel 1635, grazie alle offerte raccolte dai fedeli e in particolar modo dagli aderenti alla confraternita del Rosario, venne l'idea di costruire un oratorio dedicato a san Domenico, fondatore dell'ordine dei frati predicatori.
Dopo aver ottenuto l'autorizzazione alla costruzione del nuovo luogo di culto da parte del mons. Giacomo Cornazzani, vicario della diocesi di Parma, si iniziò la demolizione della "Casa Tenca", un'abitazione posta di fronte alla Rocca posta ad angolo con il borgo grande (l'attuale via Roma) per fare spazio alla costruzione del futuro oratorio.
I lavori di costruzione iniziarono nel maggio del 1638 e furono completati nell'anno 1647. Il giorno 10 giugno, don Pietro Bernazzi venne autorizzato dalla curia a benedire e consacrare il luogo di culto. La benedizione non poté essere impartita dal conte don Francesco Rossi in quanto egli era in esilio a Milano a causa della confisca del feudo effettuata dai Farnese ai danni del marchese titolare Pietro Maria IV.
Dopo la consacrazione dell'oratorio i confratelli iniziarono a celebrarvi le funzioni che in precedenza erano celebrate nella collegiata della Beata Vergine Annunciata di fonte all'altare del Rosario dove nel 1614 era stata eretta la confraternita stessa.
Nel 1660 don Francesco Rossi, ritornato a San Secondo dopo la restituzione del feudo alla sua famiglia, autorizzò la costruzione di un nuovo coro in prossimità dell'altare di san Domenico, facendo trasportare in un altro luogo di culto l'organo che, acquistato a Soragna, era stato collocato nell'oratorio stesso sin dal 1648.
Il conte don Francesco Rossi, nel contempo, fece aprire una seconda porta di accesso, questa volta laterale, che desse accesso al nuovo portico che era stato costruito lungo il borgo grande, consentendo, inoltre, di costruire a fianco dell'oratorio una piccola sagrestia.
L'oratorio era munito di una piccola torre campanaria dove era appesa una sola campana; intorno al quadro di san Domenico erano conservato due reliquie in due piccoli cofanetti, quelle di santa Liberata a sinistra e san Casto a destra. Le reliquie erano state portate nel 1682 in solenne processione nell'oratorio dopo che erano state conservate per un certo tempo nella collegiata. Alla processioni parteciparono il conte Scipione I de' Rossi e la consorte Anna Maria Rangoni, marchesi feudatari.
Le reliquie vennero in seguito riconosciute come autentiche dal vescovo Pettorelli Lalatta durante la visita pastorale del 18 luglio 1775.
L'oratorio rimase aperto al culto sino al 1932, anno in cui venne sconsacrato e adibito ad abitazione civile.

## Descrizione
L'oratorio, ad una navata unica, presentava una pianta rettangolare con una piccola abside e due piccole cappelle laterali. La facciata presentava un timpano con rosone centrale sorretto da quattro paraste e l'esterno era completato dalla piccola torre campanaria. All'interno vi era un altare di san Domenico fronteggiato dal coro ligneo del 1660 e le nicchie ove si conservavano le reliquie dei santi.
Dell'intera struttura si conservano le mura perimetrali e le facciata poste ad ovest e a sud.